# Patrick Brontë
Patrick Brontë (17. března 1777 Drumballyroney, Irsko – 7. června 1861 Haworth, Anglie) byl anglikánský kněz a básník, manžel Marie Brontëové a otec spisovatelek Charlotty, Emily Jane a Anne Brontëových a básníka a malíře Branwella Brontëho.

## Životopis
Narodil se jako první z deseti dětí Hugha Ó Proinntigha a Eleanor McCroryové. Učil se na několika místech (na kováře, obchodníka s plátnem, tkalce), než se v roce 1798 stal učitelem a v roce 1802 se přestěhoval do Cambridge, kde studoval teologii na St. John's College, kde bylo jeho původní jméno Ó Proinntigha zapsáno jako Brontë. V roce 1806 získal titul bakaláře a byl jmenován kaplanem ve Wethersfield v Essexu, kde byl vysvěcen na jáhna a v roce 1809 i za kněze. V roce 1809 se stal asistentem kaplana ve Wellingtonu v Shropshire a v roce 1810 publikoval svou první báseň Winter Evening Thoughts v místních novinách, po níž následovala v roce 1811 sbírka moralistních básní Cottage Poems. V následujícím roce byl jmenován zkoušejícím na Wesleyanské akademii ve Woodhouse Grove, nedaleko Guiseley, kde se setkal s Marií Branwellovou, s níž se 29. prosince 1812 oženil. Jejich první dcera Maria se narodila v roce 1814 po přestěhování do Hartsheadu v Yorkshire; jejich druhá dcera Elizabeth se narodila v roce 1815 po přestěhování rodiny do Thorntonu.
Zde se narodily i ostatní děti: v roce 1816 Charlotte, v roce 1817 jediný syn Patrick Branwell, v roce 1818 dcera Emily Jane a v roce 1820 poslední dítě, dcera Anne. Patrick byl v červnu 1819 jmenován doživotním kaplanem v Haworthu a v dubnu 1820 se přestěhoval s rodinou na zdejší faru. Jeho švagrová Elizabeth Branwellová, která žila s rodinou v Thorntonu v roce 1815, přišla do jeho domácnosti v roce 1821, aby se starala o děti a opatrovala vážně nemocnou Mariu, která byla v posledním stádiu rakoviny. Rozhodla se přestěhovat k rodině natrvalo, aby vykonávala práci hospodyně. Patrick byl zodpovědný za budovu nedělní školy v Haworthu, která byla otevřena v roce 1832. Po smrti své poslední dcery Charlotte, která zemřela devět měsíců po své svatbě, spolupracoval s Elizabeth Gaskellovou na jejím životopise a byl zodpovědný za posmrtné vydání Charlottina prvního románu The Professor v roce 1857. Její manžel Arthur Bel Nicholls, který byl Patrickovým kaplanem, zůstal v jeho domácnosti až do Patrickovy smrti v roce 1861, kdy se vrátil do Irska.